# 서도초등학교 (인천)
서도초등학교는 대한민국 인천광역시 강화군 서도면 주문도리에 있는 공립 초등학교이다.

## 학교 연혁
- 1906년 1월 17일 사립 영생학교 운영
- 1907년 11월 7일 교명 변경 (사립 보창학교)
- 1908년 2월 13일 교명 변경 (사립 영생학교)
- 1936년 4월 1일 서도공립보통학교 개교
- 1938년 4월 1일 교명 변경 (서도공립심상소학교)
- 1941년 4월 1일 교명 변경 (서도공립국민학교)
- 1947년 2월 3일 아차분교장 인가
- 1948년 8월 1일 말도분교장 인가
- 1988년 3월 1일 볼음분교장 격하
- 1990년 3월 1일 말도분교장 폐교
- 1999년 3월 1일 서도 초·중·고 통합
- 2001년 3월 1일 아차분교장 폐교
- 2009년 3월 1일 병설유치원 개원

## 분교
- 서도초등학교 볼음분교 : 인천광역시 강화군 서도면 볼음도리

## 참고 자료
- 서도초등학교 - 한국교육학술정보원 학교알리미